# Hoffmann vs. Austria
Cauza Hoffmann v. Austria (Cererea numărul 12875/87 din 13 aprilie 1992) reprezintă o cazuistică importantă a Curții Europene a Drepturilor Omului cu privire la respectul vieții de familie, discriminare, libertate religioasă și respect pentru educația copiilor.
În acest caz Judecătorii de la Strasbourg au emis următoarea concluzie, cu aplicabilitate mai largă: "între părinți există o egalitate fundamental inter alia referitor la drepturile părintești".

## Descrierea cazului
Reclamanta a divorțat de soțul și a luat cu ea pe cei doi copii minori, atunci când ea a devenit un membră a sectei Martorilor lui Jehova, fostul ei soț și copii fiind romano-catolici. Procesele privitoare la custodia copiilor s-au judecat în fața instanțelor austriece. În primă instanță și în apelul la Curtea regională, reclamantei i-a fost acordată custodia minorilor. Cu ocazia recursului, Curtea Supremă de Justiție a anulat însă deciziile anterioare și a acordat tatălui copiilor custodia minorilor.
Curtea Supremă de Justiție a evaluat următorii factori împotriva stresului psihologic posibil ca transferul copiilor de la mama lor de la tatăl lor ar putea provoca: 
- posibilele efecte asupra vieții copiilor socială de a fi asociate cu o minoritate religioasă deosebită;
- pericolele prezentate de refuzul total al reclamantei de a accepta transfuziile de sânge pentru ea și pentru copii, precum și
- dreptul intern [1] care considera ilegal ca niște copii romano-catolici, să fie educați în conformitate cu învățătura Martorilor lui Jehova.

Reclamanta s-a plâns că i-a fost refuzată custodia copiilor în baza convingerilor sale religioase, considerând astfel că au fost violate Articolul 8 din Convenție (dreptul ei la respectarea vieții de familie), articolul 9 al Convenției (dreptul său la libertatea de religie) , articolul 2 din Protocolul nr 1 (dreptul său de a asigura educația copiilor ei, în conformitate cu ea convingerilor lor religioase) și articolul 14 din Convenție (dreptul ei de a nu fi discriminată din motive religioase).

## Decizia Curții

#### Curtea a decis
- cu cinci voturi la patru că a existat o încălcare a articolului 8 coroborat cu articolul 14;
- în unanimitate, că nu este necesar să se pronunțe cu privire la afirmația de o încălcare a articolului 8 alineatul administrat singur;
- în unanimitate, că nici o problemă distinctă a apărut în temeiul articolului 9, fie singur, fie în coroborat cu articolul 14;
- în unanimitate, că nu era necesar să se pronunțe cu privire la afirmația de o încălcare a articolului 2 din Protocolul nr 1;
- cu opt voturi la unu că statul reclamat a fost să plătească reclamantului, în termen de trei luni, pentru costuri și cheltuieli, 75.000 de șilingi

#### Opinia Curții cu privire la interferențele cuviața de familie(violarea art. 8)
Curtea a considerat că deși că hotărârea instanțelor supreme ce a dus la pierderea custodiei copiilor de către reclamantă a avut loc în cadrul unui litigiu între persoane private, nu schimbă cu nimic faptul că hotărârea a constituit o ingerință în viața de familie a reclamantei.

#### Opinia Curții cu privire la religioasediscriminareape motive religioase (art. 8 coroborat cu art. 14)
Conform Curții articolul 14 protejează persoanele de un tratamentul în situații similare, fără o justificare obiectivă și rezonabilă. În speța judecată factorii luați în considerare de către Curtea Supremă de Justiție a Austriei, excluzând cei legați de legea cu privire la educația religioasă a copiilor au fost fin analizate. Cu toate acestea, punerea în aplicare a respectivei legi a dus la o diferență de tratament care sa bazat exclusiv pe motive religioase. O distincție bazată în esență, pe o diferență de religie în sine a fost considerată ca inacceptabilă de către Curtea de la Strasbourg. Recunoscând că obiectivul urmărit de către Curtea Supremă de Justiție a Austriei a fost legitim, și anume protecția sănătății și a drepturilor copiilor, Curtea de la Strasbourg mijloacele folosite, și anume retragerea custodiei asupra minorilor, au fost disproporționate.